# Клюев, Денис Михайлович
Дени́с Миха́йлович Клю́ев (род. 7 февраля 1980, Москва) — российский каратист, шестикратный чемпион России, победитель кубка мира 2010 года, чемпион Европы 2012 года. Обладатель 2-го дана Сито-рю каратэ, 2-го дана Шотокан каратэ. Мастер спорта России по каратэ, мастер спорта России международного класса по восточному боевому единоборству.
Президент СРДЮС «Школа спортивных единоборств». Директор по развитию спорта Московской федерации каратэ Сито-рю Сито-кай.

## Личное дело
Родился 7 февраля 1980 года в Москве. С детства увлекался игровыми видами спорта. В 1991 году попал в секцию каратэ к Ломову Сергею Викторовичу. С того момента занятия каратэ не прекращал.
В 2001 году окончил Московский педагогический университет (ныне Московский государственный областной университет), факультет физической культуры и спорта, кафедра теории и методики физического воспитания.
С 2001 года тренируется под руководством Александрова Андрея Юрьевича. Выступает за свой клуб «Школа спортивных единоборств Дениса Клюева», открытый в 2013 году.

## Достижения
- 2017 г. — Призёр 5-го Чемпионата Европы по Сито-рю каратэ WKF. Словакия (г. Nové Zámky)
- 2016 г. — Победитель Кубка России по каратэ ВБЕ (г. Щелково)
- 2016 г. — Победитель Всероссийских соревнований по каратэ (г. Санкт-Петербург)
- 2016 г. — Победитель международного турнира по каратэ WKF «Libertas 2016». Италия (г. Линьяно)
- 2015 г. — Призёр XIII Всероссийского турнира по каратэ «Малахитовый пояс» (г. Екатеринбург)
- 2015 г. — Призёр VIII Олимпиады Боевых искусств по каратэ WKF «Восток-Запад» (г. Санкт-Петербург)
- 2015 г. — Призёр XXV Чемпионата России по ВБЕ Сито-рю (г. Орел)
- 2014 г. — Призёр 45-го чемпионата Мира по каратэ Дзесинмон. Япония (г. Токио)
- 2014 г. — Призёр 2-го Чемпионата Европы по Сито-рю каратэ WKF. Словакия (г. Nové Zámky)
- 2014 г. — Победитель Всероссийского турнира EuroCup Open Russia Shito-ryu (г. Лобня)
- 2014 г. — Призёр чемпионата России по Сито-рю каратэ WKF (г. Ивантеевка)
- 2013 г. — Победитель Всероссийского турнира по каратэ «Кубок Петра Великого» (г. С-Петербург)
- 2013 г. — Призёр 7-го Чемпионата Мира по каратэ-до Сито-рю (WKF). Япония (г. Токио)
- 2013 г. — Призёр 1-го Чемпионата Европы по Сито-рю каратэ WKF. Словакия (г. Nové Zámky)
- 2013 г. — Призёр 2-го Открытого турнира по Дзесинмон каратэ, памяти Высоцкого Е. В. (г. Москва)
- 2013 г. — Призёр VII Олимпиады Боевых искусств по каратэ WKF «Восток-Запад» (г. Санкт-Петербург)
- 2013 г. — Призёр Всероссийского турнира «EuroCup Open Russia Shito-Ryu RYUEI-RYU CUP» (г. Лобня)
- 2013 г. — Призёр Кубка России по Восточному Боевому Единоборству (Сито-рю) (г. Щелково)
- 2013 г. — Победитель Кубка Федерации России по каратэ WKC (г. Новочебоксарск)
- 2013 г. — Победитель Чемпионата России по стилевому каратэ WUKF (г. Москва)
- 2013 г. — Победитель Открытого Чемпионата Московской области по каратэ WKF (г. Одинцово)
- 2012 г. — Победитель Чемпионата Европы по JKS каратэ (Италия, Турин)
- 2012 г. — Призёр 8-го Чемпионата Мира по WKC каратэ (Литва, г. Шяуляй)
- 2012 г. — Победитель Международного турнира "EuroCup Open Russia Shito-ryu OKINAWA FEST 2012″ (г. Лобня)
- 2012 г. — Призёр VI Олимпиады Боевых Искусств «Восток-Запад» по каратэ WKF (Санкт-Петербург)
- 2012 г. — Победитель Кубка России по каратэ Сито-рю (WKF) (г. Щелково)
- 2012 г. — Победитель 8-го Мемориала памяти по каратэ WUKF (г. Стерлитамак)
- 2011 г. — Победитель XXI Чемпионата России по ВБЕ Сито-рю каратэ (г. Лобня)
- 2011 г. — Победитель Кубка России по стилевому каратэ WUKF (Санкт-Петербург)
- 2011 г. — Призёр 2-го Чемпионата Мира по каратэ WSKU (Москва)
- 2011 г. — Призёр 4-го Чемпионата Мира по каратэ WUKF (Италия, г. Линьяно)
- 2011 г. — Призёр V Олимпиады Боевых Искусств «Восток-Запад» (г. Санкт-Петербург)
- 2010 г. — Призёр Чемпионата Мира WSKF (Турция, Стамбул)
- 2010 г. — Призёр 19 Кубка Мира KOI World Cup (Греция, Эвиа)
- 2010 г. — Победитель Кубка Мира JYOSHINMON CUP (Эстония, Раквери)
- 2010 г. — Призёр Чемпионата России Вадо-кай (г. Саратов)
- 2009 г. — Победитель Кубка России KOI (г. Губкин)
- 2009 г. — Призёр Чемпионата России по Восточному Боевому Единоборству (г. Москва)
- 2009 г. — Призёр чемпионата России KOI (г. Москва)
- 2008 г. — Призёр Московской области WKF
- 2008 г. — Призёр 5-го Евразийского чемпионата
- 2007 г. — Призёр чемпионата Европы Годзю-рю (Украина)
- 2007 г. — Призёр «Олимпиады боевых искусств Восток-Запад» (С. Петербург)
- 2007 г. — Победитель чемпионата России KOI (Москва)
- 2007 г. — Призёр чемпионата Мира KOI (Болгария, г. Варна)
- 2006 г. — Призёр чемпионата России Сито-рю (Москва)
- 2005 г. — Победитель чемпионата России Сито-рю (Саратов)
- 2003 г. — Призёр Всероссийского турнира WKC

## Интересные факты
- В 2005 году выиграл Открытый Чемпионат Москвы по смешанным боям.
- С 2010 года ежегодно проводит акцию «2000 ударов каратэ».